# Cette aveuglante absence de lumière
Cette aveuglante absence de lumière est un roman de Tahar Ben Jelloun, publié en 2001. L'auteur s'inspire du témoignage d'un prisonnier du bagne marocain de Tazmamart, conjuré de l'attentat de Skhirat mené contre le roi Hassan II en juillet 1971. Il dit sans artifice les épreuves d'un enfermement dans des cellules où nulle lumière ne parvient, où la station debout est impossible, les humiliations quotidiennes, le délabrement de l'être, et la résistance par la spiritualité, mêlant poésie et imaginaire.
La version anglaise This Blinding Absence of Light  (trad. Linda Coverdale) a été couronnée de l'International IMPAC Dublin Literary Award en 2004.
- Tahar Ben Jelloun, Cette aveuglante absence de lumière, Éditions du Seuil, Paris, 2001, 228 pages,  (ISBN 2-02-041777-4).